# Małgorzata Kościelak-Królikowska
Małgorzata Kościelak-Królikowska, także Gosia Kościelak (ur. 28 listopada 1962 we Wrocławiu, zm. 1 października 2021 w Warszawie) – polska artystka sztuk wizualnych i projektantka wnętrz oraz grafiki użytkowej.  

## Życiorys
Ukończyła Wydział Ceramiki i Szkła (dyplom z ceramiki pod kierunkiem Krystyny Cybińskiej, 1987) oraz Wydział Grafiki, Malarstwa i Rzeźby (dyplom z grafiki pod kierunkiem Haliny Pawlikowskiej, 1986) ASP we Wrocławiu. W latach 1989–1992 pracowała jako adiunkt na macierzystej uczelni i asystentka w pracowni Wandy Gołkowskiej.
Stypendystka stypendium Fulbrighta w latach 1992–1994 i absolwentka z tytułem magistra (MFA) wydziału Intermediów w School of the Art Institute of Chicago (SAIC) w roku 1994. W latach 1992–2021 mieszkała i działała w Chicago. 
W swojej działalności artystycznej wykorzystywała ceramikę do realizacji form przestrzennych; zajmowała się również grafiką, malarstwem i tworzeniem instalacji artystycznych. Od 1994 roku do swoich prac (także wnętrzarskich) włączała elementy rzeczywistości wirtualnej.
Miała wiele wystaw indywidualnych i zbiorowych w Polsce, Włoszech, Niemczech, Grecji, Holandii, Australii i USA. Jej prace znajdują się m.in. w Muzeum Sztuki Nowoczesnej w Hünfeld (Niemcy), Fundacji Mammidakis (Kreta, Grecja), Calgary University  (Kanada) i Muzeum Ziemi Chełmskiej (Polska).
Zmarła w Warszawie, jej prochy spoczęły w katakumbach cmentarza Stare Powązki w Warszawie.
Jest siostrą Elżbiety Jolanty Kościelak - kuratorki sztuki, wykładowczyni akademickiej zajmującej się sztuką współczesną.